# Zespół Szkół Mechaniczno-Elektrycznych w Tarnowie
Zespół Szkół Mechaniczno-Elektrycznych w Tarnowie – placówka oświatowa w Tarnowie, której historia sięga 1881 roku. Wchodzące w skład zespołu Technikum nr 4 im. Tadeusza Tertila kształci w zawodach: technik elektryk, technik elektronik, technik automatyk, technik mechatronik, technik informatyk i technik programista.

## Historia

### Nazwa
Zespół Szkół Mechaniczno-Elektrycznych w Tarnowie utworzono na bazie szkół, których nazwa wiele razy się zmieniała.
Zmiany nazwy placówki na przestrzeni wieków:
1881 – Szkoła Przemysłowo Uzupełniająca
1922 – I Szkoła Przemysłowa Dokształcająca
1924 – I Szkoła Zawodowa Dokształcająca
1938 – Publiczna Szkoła Dokształcająca Zawodowa Nr 1
1940 – Publiczna Szkoła Rzemieślnicza
1947 – Publiczna Średnia Szkoła Zawodowa Nr 1
1952 – Zasadnicza Szkoła Metalowa
1958 – Zasadnicza Szkoła Zawodowa + Szkoła Rzemiosł Budowlanych
1961 – Zasadnicza Szkoła Zawodowa
1965 – Zasadnicza Szkoła Zawodowa + Technikum Mechaniczne
1970 – Zasadnicza Szkoła Zawodowa + Technikum Mechaniczne + Technikum Elektryczne
1971 – Zasadnicza Szkoła Zawodowa + Technikum Mechaniczne + Technikum Elektryczne + Liceum Zawodowe
1972 – Zespół Szkół Mechaniczno-Elektrycznych

### Dzieje szkoły

#### Okres galicyjski

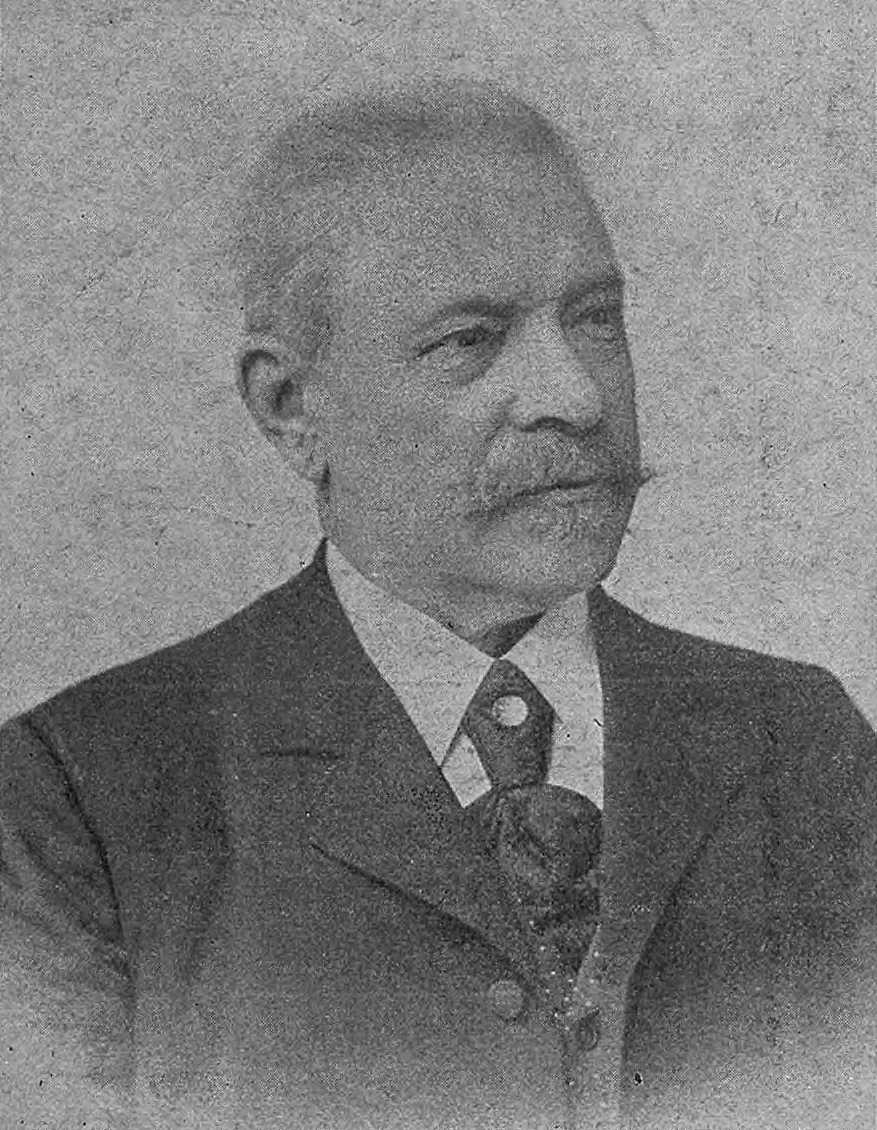
Roman Vimpeller, pierwszy dyrektor Szkoły Przemysłowo Uzupełniającej w Tarnowie

18 września 1881 roku z inicjatywy Towarzystwa Pedagogicznego otwarto w Tarnowie Szkołę Przemysłową Uzupełniającą (przemysłowo-handlową), która przygotowywała starszą młodzież do rzemiosła. Siedzibą szkoły był budynek Szkoły Wydziałowej Męskiej przy ul. Kopernika (budynek ten zajmuje Szkoła Podstawowa Nr 24). Pierwotnie szkoła posiadała trzy oddziały  o specjalnościach: handel, mechanika i budownictwo. Stanowisko dyrektora objął Roman Vimpeller, nauczyciel galicyjskich gimnazjów. W skład grona pedagogicznego wchodziło jeszcze pięciu nauczycieli: Ignacy Przybyłkiewicz, katecheta, kupiec, buchalter i inżynier. Szkoła nie uczyła praktycznej nauki zawodu, ponieważ uczniowie terminowali w miejscowych zakładach rzemieślniczych. W pierwszym roku do szkoły zapisało się 180 uczniów. Nauka w szkole była bezpłatna, zajęcia odbywały się cztery razy w tygodniu po dwie godziny, w dni powszednie po południu lub wieczorem, a w niedzielę przed południem. Absolwenci szkoły byli dopuszczani do egzaminu czeladniczego.
We wrześniu 1914 roku w Tarnowie, z powodu działań wojennych, nie rozpoczęto roku szkolnego. Budynek szkoły pełnił funkcję szpitala wojskowego. Naukę wznowiono 15 listopada 1915 roku w trzech klasach: przygotowawczej, I przemysłowej i II przemysłowej.
W okresie galicyjskim Szkołą Przemysłową Uzupełniającą w Tarnowie kierowali: Roman Vimpeller (1881–1884), Wincenty Maziarski (1884–1888), Jan Ruciński (1888–1890), Hipolit Parasiewicz (1890–1903), Karol Albrecht (1903–1913), Zygmunt Wysocki (1913–1915), Teodor Szypuła (1915–1918/37).

#### Okres międzywojenny
Po odzyskaniu przez Polskę niepodległości na stanowisku dyrektora pozostał Teodor Szypuła, który kierował szkołą do 1937 roku. W 1922 roku, w związku z utworzeniem w Tarnowie drugiej szkoły dokształcającej, placówka przyjęła nazwę I Szkoły Przemysłowej Dokształcającej im. Mikołaja Kopernika i ograniczyła liczbę kierunków kształcenia do: chemicznego, drzewnego, elektromonterskiego, metalowego, malarskiego i spożywczego. Struktura szkoły i jej nazwa ulegały zmianom, ale dokształcający charakter szkoły przygotowującej uczniów do zawodu się nie zmienił do 1939 roku. W 1927 roku wydłużono okres nauki z dwóch do trzech lat. Liczba oddziałów w szkole systematycznie rosła do 11 klas w 1930 roku. Później z powodu kryzysu ekonomicznego liczba klas zmniejszała się, w roku szkolnym 1935/36 kształcono tylko w 7 klasach. W okresie międzywojennym do szkoły przyjmowano absolwentów 4/5 klasy szkoły podstawowej (15–16 lat). Na koniec nauki uczniowie zdawali egzamin czeladniczy.
Liczba uczniów w okresie międzywojennym: rok szkolny 1918/19 – 81 uczniów, 1924/25 – 377 uczniów, 1932/33 – 364 uczniów, 1935/36 – 165 uczniów, 1938/39 – 345 uczniów.

#### Okres okupacji niemieckiej
W pierwszym roku okupacji niemieckiej zajęcia w szkole nie odbywały się. Szkoła wznowiła działalność 5 listopada 1940 roku jako Publiczna Szkoła Rzemieślnicza. Szkołę zorganizował, a potem został jej kierownikiem Stanisław Klimaszewski. W 12 oddziałach naukę rozpoczęło 282 uczniów, w tym 21 dziewcząt. Kształcenie prowadzono m.in. w zawodach elektryka, stolarza, robotnika galanteryjnego, kowala, kupca, piekarza i cukiernika. W programie nauczania główny nacisk kładziono na przedmioty zawodowe, wyeliminowano język polski, historię i geografię, a obowiązkowym przedmiotem stał się język niemiecki. W kolejnym roku szkolnym kształciło się 487 uczniów w 17 klasach zawodowych, w następnym już 745 w 25 klasach, a w ostatnim roku działalności tej szkoły 532 uczniów w 19 grupach, z czego sklasyfikowano tylko 107. Szkoła przestała działać w lipcu 1944 roku, po zajęciu jej na potrzeby żołnierzy niemieckich. Uczniowie szkoły kierowani byli do przymusowej pracy w Służbie Budowlanej GG (niem. Baudienst), rezygnowali z nauki z powodu zamykania warsztatów rzemieślniczych, mimo to w czasie okupacji niemieckiej szkołę ukończyło i zdobyło zawód 2049 osób.

#### Okres powojenny
Po zakończeniu okupacji niemieckiej naukę wznowiono 1 kwietnia 1945 roku. Szkoła otworzyła następujące kierunki: budowlany, drzewno-budowlany, metalowy, odzieżowy, ogólny i spożywczo-odzieżowy. W 1947 roku szkoła zmieniła nazwę na Publiczną Średnią Szkołę Zawodową Nr 1, w 1949 roku jej dyrektorem został Karol Gierat.
W latach pięćdziesiątych szkoła kształciła w zawodach: elektryk, ślusarz, stolarz, blacharz, kowal oraz ślusarz maszynowy, a absolwentów zatrudniano w zakładach przemysłowych w mieście i regionie tarnowskim. W 1957 roku utworzono zasadniczą szkołę zawodową kształcącą w dwóch kierunkach: metalowo-elektrycznym i ogólnozawodowym. Rok później przy Zasadniczej Szkole Zawodowej utworzono dwie klasy Szkół Rzemiosł Budowlanych. Przy ulicy Szujskiego powstały warsztaty szkolne, w których odbywała się praktyczna nauka zawodu. W 1959 roku w szkole utworzono nowe specjalności: odlewnik i ślusarz oraz nietypowe dla profilu jej kształcenia, takie jak: cukiernik, kelner, kucharz i masarz, które po roku przeniesiono do Zasadniczej Szkoły Gospodarczej w Tarnowie.
W 1961 roku oddano do użytku obecny budynek szkolny przy ul. Szujskiego 13. W roku szkolnym 1962/63 dyrektorem został Ludomir Felis. Szkołę Rzemiosł Budowlanych wydzielono z placówki. Zorganizowano 2-letnią ZSZ dla pracujących w Przedsiębiorstwie Komunikacji Samochodowej Oddział w Tarnowie w zawodzie kierowcy samochodowego, którą 9 lat później przeniesiono do ZSZ przy ul. Legionów. W latach 1965–71 powstawały średnie szkoły o profilu technicznym: 3-letnie Technikum Mechaniczne (1965), Technikum Elektryczne dla Pracujących (1970), Technikum Elektryczne o specjalności elektroenergetyka (1971) i Liceum Zawodowe o specjalności budowa i naprawa maszyn (1971). Przy szkole funkcjonował internat.

#### Zespół szkół

##### W okresie PRL-u
W 1972 roku utworzono Zespół Szkół Mechaniczno-Elektrycznych w Tarnowie, w skład którego weszły wszystkie szkoły funkcjonujące w budynku szkolnym przy ul. Szujskiego m.in. Liceum Zawodowe, Technikum Mechaniczne, Technikum Elektryczne i Zasadnicza Szkoła Zawodowa. W 1976 roku do ZSM-E włączono Technikum Mechaniczne z siedzibą przy ul Staszica i do 1990 roku ZSM-E funkcjonował w dwóch oddalonych od siebie budynkach szkolnych. W latach siedemdziesiątych powstawały nowe szkoły, w tym Technikum Elektroniczne w 1977 i Policealne Studium Zawodowe w 1979. W roku 1979 utworzono Izbę Pamięci i Tradycji Narodowej oraz Tradycji Szkoły.
Formy i kierunki kształcenia w szkołach ZSM-E w okresie PRL:
Zasadnicza Szkoła Zawodowa – branżowa szkoła ponadpodstawowa utworzona w 1957, kształciła w zawodach branży metalowej, elektrycznej, telekomunikacyjnej, epizodycznie gastronomicznej. Uchwałą Rady Miasta z 2002 roku szkołę zlikwidowano.
Zasadnicza Szkoła Przysposabiająca – szkoła specjalna przysposabiająca uczniów niepełnosprawnych intelektualnie do pracy, funkcjonowała w latach 1976–1992.
Liceum Zawodowe – 4-letnia średnia szkoła zawodowa utworzona w 1971 roku, w różnych okresach kształciła w specjalnościach: budowa i naprawa maszyn, elektromechanik urządzeń przemysłowych, mechanik naprawy maszyn i urządzeń, pracownik ruchu telekomunikacyjnego, obróbka skrawaniem i elektryk. Ostatnie roczniki opuściły Liceum Zawodowe w 2004 roku.
Technikum Mechaniczne – technikum kształcące w specjalnościach: obróbka skrawaniem, budowa maszyn, aparatura kontrolno-pomiarowa, spawalnictwo i urządzenia chłodnicze. W ZSM-E funkcjonowało również Technikum Mechaniczne dla Pracujących na podbudowie ZSZ o specjalności obróbka skrawaniem i odlewnik. W 1990 roku w obie szkoły wydzielono ze struktury ZSM-E i utworzono z nich samodzielny Zespół Szkół Mechanicznych z siedzibą przy ul. Staszica (obecnie budynek VII Liceum Ogólnokształcącego).
Technikum Elektryczne – technikum kształcące w specjalności elektroenergetyka w latach 1971–2001. Do 1992 roku istniało równolegle Technikum Elektryczne dla Pracujących na podbudowie ZSZ.
Technikum Elektroniczne – technikum utworzone w 1977 roku o specjalności elektronika ogólna, w 1991 wprowadzono specjalność elektroniczne maszyny i systemy cyfrowe, a rok później specjalność radiotechnika i telewizja.
Technikum Zawodowe na podbudowie ZSZ – 3-letnie technikum o specjalności elektroenergetyka, obróbka skrawaniem i budowa maszyn (w 1990 specjalności mechaniczne wydzielono do Zespołu Szkół Mechanicznych). Szkołę zlikwidowano na mocy uchwały Rady Miasta z 2004 roku.
Policealne Studium Zawodowe – szkoła policealna o specjalności: elektronika (w latach 1979–1982), obsługa urządzeń pocztowych i telekomunikacyjnych (1981–1982), ochrona środowiska (1984–1986), oprogramowanie maszyn cyfrowych (od 1992). Uchwałą Rady Miasta z 2005 studium przekształcono w Szkołę Policealną nr 3.

##### W okresie III RP
Tuż po zmianach ustrojowych, w 1990 roku Technikum Mechaniczne wybiło się na samodzielność. W budynku przy ul Staszica został utworzony Zespół Szkół Mechanicznych, do którego przeniesiono również specjalizacje telekomunikacyjne w ZSZ i Liceum Zawodowym. Od tego czasu ZSM-E funkcjonuje tylko w budynku przy ul. Szujskiego. W 1991 roku z okazji 110 rocznicy istnienia szkole nadano sztandar.
W 1996 roku w wydzielonej hali warsztatów szkolnych rozpoczęło działalność Centrum Kształcenia Praktycznego, międzyszkolnej jednostki utworzonej dla potrzeb szkół zawodowych. W 1998 w technikum utworzono nową klasę o specjalności urządzenia i instalacje gazowe. Rok później powstało Liceum Ogólnokształcące. W 1999 roku decyzją Rady Miejskiej zlikwidowano internat szkolny, budynek internatu po remoncie przekazano na siedzibę Gimnazjum nr 11 (obecnie XXI Liceum Ogólnokształcące Sportowe).
W pierwsze dekadzie XXI wieku w związku z reformą szkolnictwa Rada Miasta dokonała szeregu zmian w strukturze ZSM-E. W 2002 roku dokonano naboru do nowo utworzonych szkół ponadgimnazjalnych: Technikum nr 4 kształcącym w czterech specjalnościach i XII Liceum Ogólnokształcącego (w 2011 zaniechało rekrutacji). Działalność szkół ponadpodstawowych stopniowo wygaszono. W 2004 roku warsztaty szkolne przekazano na potrzeby Tarnowskiego Centrum Kształcenia Praktycznego. Zasadniczą Szkołę Zawodową przekształcono w Szkołę Branżową I Stopnia nr 2, a Policealne Studium Zawodowe w Szkołę Policealną nr 3. W ostatnich latach ZSM-E rekrutuje uczniów wyłącznie do Technikum nr 4.
30 października 2008, na podstawie uchwały Rady Miasta, uroczyście nadano Technikum nr 4 imię Tadeusza Tertila oraz wmurowano tablicę pamiątkową poświęconą patronowi szkoły.

##### Dyrektorowie zespołu szkół
1. Ludomir Felis (do 1983)[2]
2. Stanisława Boćko (1983–1991)[8]
3. Jan Onak (1991–2020)[9]
4. Grzegorz Szerszeń (od 2020)

## Struktura zespołu szkół

### Technikum nr 4 im. Tadeusza Tertila

#### Kierunki kształcenia[13]
- technik elektryk o specjalności: montaż, uruchamianie i konserwacja instalacji maszyn i urządzeń elektrycznych (ELE. 02), eksploatacja maszyn, urządzeń i instalacji elektrycznych (ELE. 05)
- technik automatyk o specjalności: montaż, uruchamianie i obsługiwanie układów automatyki przemysłowej (ELM.01), eksploatacja układów automatyki przemysłowej (ELM.04)
- technik elektronik o specjalności: montaż oraz instalowanie układów i urządzeń elektronicznych (ELM.02), eksploatacja urządzeń elektronicznych (ELM.05)
- technik mechatronik o specjalności: montaż, uruchamianie i konserwacja urządzeń i systemów mechatronicznych (ELM.03), eksploatacja i programowanie urządzeń i systemów mechatronicznych (ELM.06)
- technik informatyk o specjalności: administracja i eksploatacja systemów komputerowych, urządzeń peryferyjnych i lokalnych sieci komputerowych (INF.02), tworzenie i administrowanie stronami i aplikacjami internetowymi oraz bazami danych (INF.03)
- technik programista o specjalności: tworzenie i administrowanie stronami i aplikacjami internetowymi oraz bazami danych (INF.03), projektowanie, programowanie i testowanie aplikacji (INF.04)

#### RankingPerspektyw
Miejsca Technikum nr 4 w rankingach miesięcznika „Perspektywy”:

Pozycja w Rankingu Głównym Techników:
2025 – 91. miejsce, 11. w woj. Małopolskim, 1. w Tarnowie
2024 – 80. miejsce, 10. w woj. małopolskim, 1. w Tarnowie
2023 – 64. miejsce, 12. w woj. małopolskim, 1. w Tarnowie
2022 – 35. miejsce, 6. w woj. małopolskim, 1. w Tarnowie
2021 – 73. miejsce, 13. w woj. małopolskim, 1. w Tarnowie
2020 – 214. miejsce, 16. w woj. małopolskim, 2. w Tarnowie
2019 – 80. miejsce, 10. w woj. małopolskim, 1. w Tarnowie
2018 – 101. miejsce, 15. w woj. małopolskim, 1. w Tarnowie
2017 – 115. miejsce, 14. w woj. małopolskim, 1. w Tarnowie
2016 – 300+ miejsce, 47. w woj. małopolskim, 3. w Tarnowie
2015 – 78. miejsce, 10. w woj. małopolskim, 1. w Tarnowie
2014 – 156. miejsce, 23. w woj. małopolskim, 2. w Tarnowie
Pozycja w Rankingu Maturalnym Techników:
2025 – 47. miejsce w Polsce
2024 – 52. miejsce w Polsce
2023 – 46. miejsce w Polsce
2022 – 41. miejsce w Polsce
2021 – 86. miejsce w Polsce
2020 – 69. miejsce w Polsce
2019 – 64. miejsce w Polsce
2018 – 61. miejsce w Polsce
2017 – 89. miejsce w Polsce
2016 – 149. miejsce w Polsce
2015 – 91. miejsce w Polsce
2014 – 193. miejsce w Polsce

## Partnerzy
Zespół Szkół Mechaniczno-Elektrycznych współpracuje z:
- Zakładami Mechanicznymi w Tarnowie
- Portalem Branży Metalowej
- Centrum Handlu i Produkcji Obrabiarek MARCOSTA w Tarnowie
- Akademia Tarnowska
- Walher-Lehmkuhl-Schule (WLS) w Neumünster w Niemczech
- ELPLC S.A. w Tarnowie